# Torrey Canyon
50°02′30″ пн. ш. 6°07′44″ зх. д. / 50.041667° пн. ш. 6.128833° зх. д.
SS Torrey Canyon був нафтовим танкером класу LR2 Suezmax із вантажопідйомністю 118 285 довгих тонн (120 183 т) сирої нафти. 18 березня 1967 року він сів на мілину біля західного узбережжя Корнуолла, Сполучене Королівство, спричинивши екологічну катастрофу. На той час це було найбільше судно, яке коли-небудь зазнавало аварії.

## Дизайн та історія
Коли в 1959 році була побудована компанією Newport News Shipbuilding у Сполучених Штатах, вона мала вантажопідйомність 65 920 довгих тонн (66 980 т). Однак пізніше судно було збільшено компанією Sasebo Heavy Industries в Японії до 118 285 довгих тонн (120 183 т).
На момент корабельної аварії він належав Barracuda Tanker Corporation, дочірній компанії Union Oil Company of California, і зареєстрований у Ліберії , але зафрахтований BP. Він мав довжину 974,4 фута (297,0 м), ширину 125,4 фута (38,2 м) і мав осадку 68,7 фута (20,9 м).

## Перебіг аварії
18 березня 1967 року нафтоналивний супертанкер «Torrey Canyon» наближався до берегів Уельсу. На борту знаходилося 120 тисяч тонн нафти. У якийсь момент посеред ночі капітан вантажного судна зрозумів, що збився з курсу. Щоб не "намотувати" зайвих морських миль і не витрачати дорогоцінне пальне, капітан прийняв рішення провести танкер вузькою протокою між островами. Рішення стало фатальним. Величезне нафтоналивне судно йшло прямо назустріч рибальському судну, яке перебувало в нейтральних водах. Щоб уникнути зіткнення капітан направив свій танкер вбік і потрапив на риф між материком і островом Сілла. Сира нафта почала миттєво виливатися в море. У шести танках з чорним золотом утворилися пробоїни. Сигнал SOS перехопили швидко. На сигнали SOS відгукнулося кілька суден, і через кілька годин на танкер вже були висаджені рятувальники, англійські ВМС прислали вертольоти, здатні в разі потреби зняти всіх людей з неіснуючого судна. «Торрі Каньйон» на той час був уже частково затоплений і бився об скелі. З пробитих танків в море вилилося більше 5 тисяч тонн нафти, а екіпаж, щоб зменшити масу танкера, самостійно викачував за борт залишки нафти, в результаті чого навколо судна утворилася нафтова пляма діаметром близько 9 км. Однак, «Торрі Каньйон» повністю втратив плавучість в носовій частині і повільно йшов на дно. Тим часом до танкера підходили все нові рятувальні буксири і кораблі, які доставили 4,5 тис. галонів емульгатора (детергента), здатного зв'язати нафту. У ніч на 18 березня буксир «Утрехт», що належав компанії «Вейсмюллер», яка раніше врятувала знаменитий «Маре Нострум», зробив безуспішну спробу зняти «Торрі Каньйон» з рифа. Після цього з борта забрали майже всю команду: залишилися тільки капітан Руджіаті, троє членів екіпажу і двоє рятувальників. За 30 годин, що минули з часу аварії, нафтова пляма вже досягла розмірів 27x6 км і поблизу танкера сягала вглиб на півметра.

## Інтернет-ресурси
- 1967: Bombs rain down on Torrey Canyon. On this Day. BBC. Архів оригіналу за 16 січня 2008. Процитовано 4 квітня 2019.
- Axford, David; Davies, Colin. The Breaking-up of the oil tanker Torre Canyon. Axford's Abode. Архів оригіналу за 19 липня 2011. Процитовано 25 квітня 2011.